# Maurice Noirot
Pour les articles homonymes, voir Noirot.
Maurice Noirot, né le 12 mai 1849 à Vitteaux (Côte-d'Or) et mort le 5 décembre 1930 à Reims, 43, boulevard Foch, est un homme politique français.

## Biographie
Maurice Noirot est entrée dans le métier de la laine en bas de l'échelle chez un patron. Il devint manufacturier en tissus, il était membre de la Chambre de commerce et d'industrie depuis 1890 et il a reçu une médaille d'or à l'Exposition universelle de 1889. 
Fait chevalier de la Légion d'honneur, entra au conseil municipal en 1896 et fut élu immédiatement maire de Reims de 1896 à 1900.
Il épousa Marie Eulalie Amélia Hennegrave (1856 - 1934). Ils sont les parents de Henri Noirot. Les Noirot reposent au cimetière du Nord. Leur sépulture est fleurie par la Ville de Reims, le 30 août, pour l'anniversaire de la libération de Reims en 1944.
La ville de Reims lui a dédié le boulevard Maurice-Noirot pour commémorer sa mémoire.

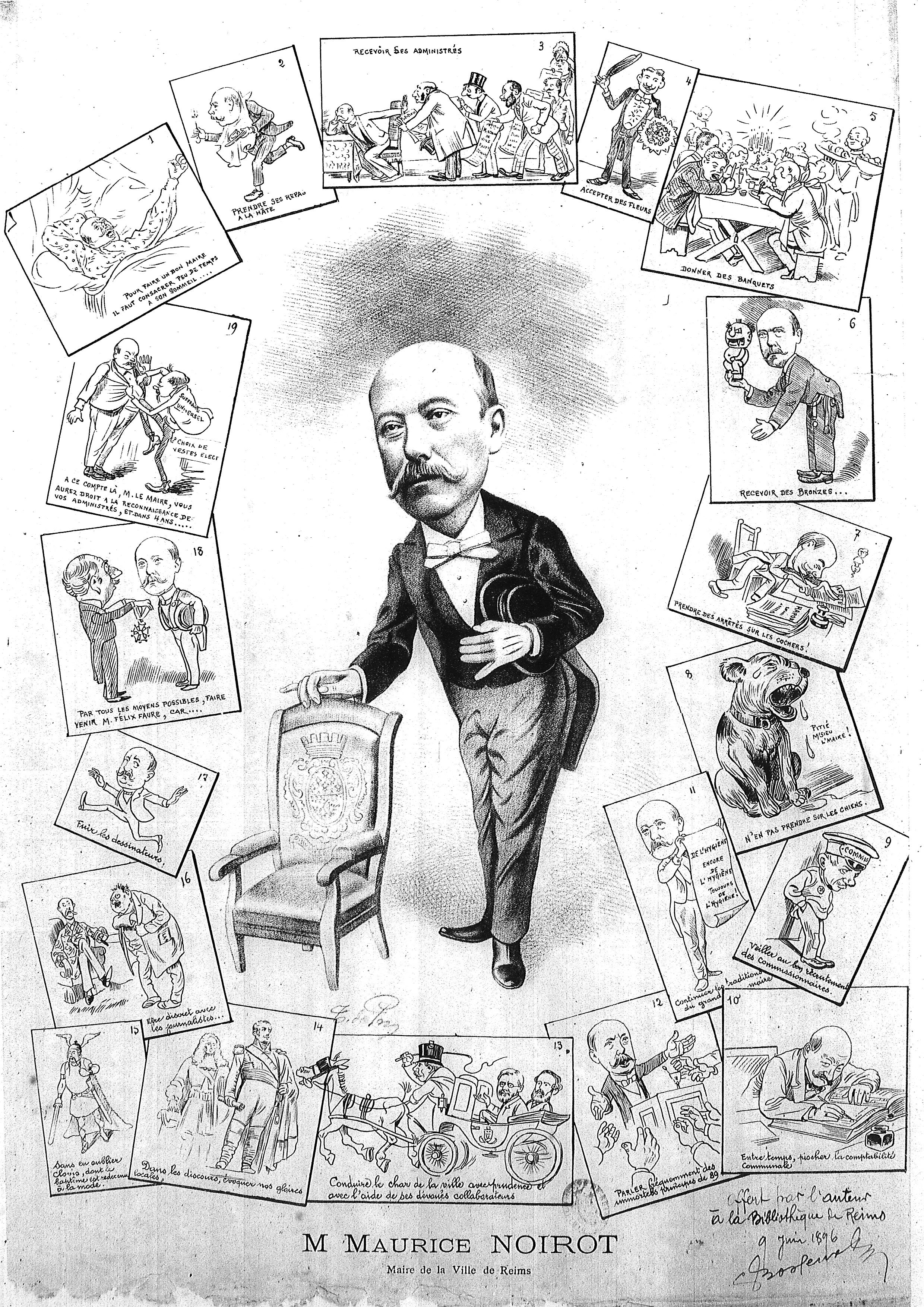
Caricature de M. Noirot et de son emploi du temps.

## Décorations
- Chevalier de la Légion d'honneur (décret du 11 juillet 1897)[1]

## Hommages
Le Boulevard Maurice-et-Henri-Noirot à Reims.